# Het afscheid
Het afscheid is een Nederlands-Belgische dramafilm uit 1966 onder regie van Roland Verhavert. Het scenario is gebaseerd op de gelijknamige roman uit 1957 van de Vlaamse auteur Ivo Michiels.

## Verhaal
Een vrachtschip ligt aan wal in Antwerpen om te vertrekken, maar het moet volgens de regering geconsigneerd worden, wat betekent dat de bemanning zich elke ochtend moet melden op het schip. Enkele matrozen zoals Pierre kunnen 's avonds gewoon naar huis, als dat in de buurt ligt. Dit gaat niet op voor matroos Jessen die te ver weg woont en op het schip moet blijven. Pierre voelt zich schuldig tegenover Jessen en besluit een oplossing voor hem te zoeken.
De film gaat vooral om de melancholie van het afscheid nemen.

## Rolverdeling
| Acteur             | Personage         |
| ------------------ | ----------------- |
| Petra Laseur       | Laure             |
| Julien Schoenaerts | Pierre Wesselmans |
| Senne Rouffaer     | Jessen            |
| Kris Betz          | Conducteur        |
| Edward Deleu       | Frenkel           |
| Marlene Edeling    | Meisje            |
| Bert Struys        | Kapitein          |
| Pros Verbruggen    | Consul            |
| Jack Sels          | Man in café       |

## Prijzen
- Prijs voor beste lange speelfilm - National festival van de Belgische Film te Antwerpen.
- Winnaar Gouden roer - Filmfestival van Venetië
- Gouden medaille - Biënnale van Venetië
- Gouden medaille - Filmfestival van Cork

1896-1909 · 1910-19 · 1920-29 · 1930-39 · 1940-49 · 1950-59 · 1960-69 · 1970-79 · 1980-89 · 1990-99 · 2000-09 · 2010-19
· 2020-29